# Comanthus wahlbergii
Comanthus wahlbergii es una especie de lirio de mar de la familia Comatulidae.
Suele denominarse estrella de plumas común, en inglés common featherstar.

## Morfología
De simetría pentarradial, su cuerpo está formado por un disco en forma de copa, compuesto de 2 o 3 anillos de placas. La placa centrodorsal es grande, gruesa y discoidal. Las placas radiales están escondidas o con las esquinas inter-radiales visibles. La boca y el ano están en la parte apical, lo que les diferencia del resto de equinodermos, situándose la primera en el margen del disco, y el segundo en el centro. Tiene una serie de pínnulas alrededor, cuyos segmentos terminales están modificados formando un peine. Tiene entre 10 y 38 brazos, pudiendo ser los anteriores marcadamente mayores, y están pinnulados en un mismo plano, lo que les da la apariencia de plumas, de ahí uno de los nombres comunes de los crinoideos en inglés: featherstar, o estrella de plumas. Los brazos se componen de una serie de osículos, o huesecillos, articulados, llamados braquiales, con ligamentos y músculos. En su interior cuentan con extensiones de los sistemas nervioso, vascular y reproductivo. Al tiempo, las pínnulas poseen una serie de apéndices, o pies tubulares, que utiliza para la alimentación y la respiración.
En su parte aboral, o inferior, poseen unos apéndices alargados para anclarse al sustrato, denominados cirri. Tienen entre 13 y 40, usualmente, al menos, suelen tener 20, y entre 12 y 18 segmentos.

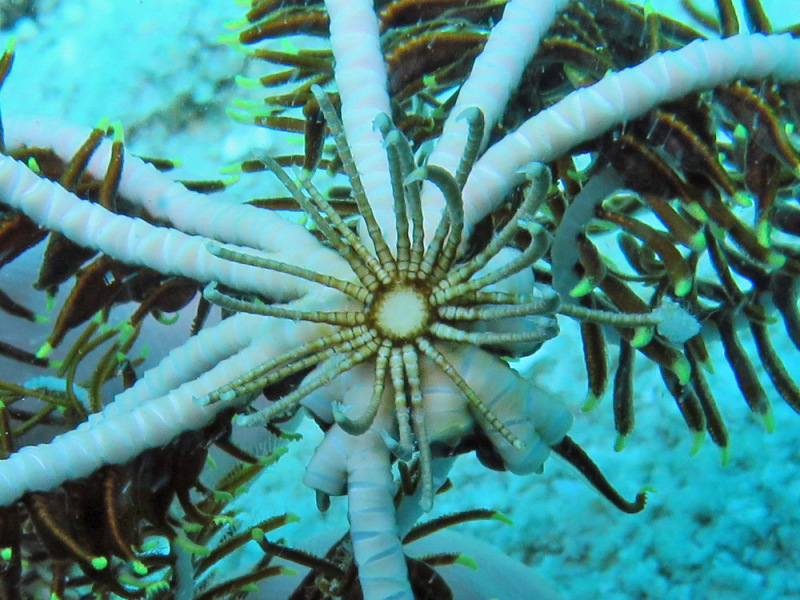
Cirri de C. wahlbergii

Como la mayoría de los crinoideos, y muchos géneros del filo Echinodermata, poseen la capacidad de auto-amputarse un brazo, en situaciones de peligro para el animal. A esta facultad de algunos animales se le denomina autotomía, y, en el caso que nos ocupa, se combina con otra capacidad, la de regenerarlo por completo a continuación. Con frecuencia, en sustitución del brazo amputado, desarrollan dos nuevos brazos. 
Para desplazarse utiliza el movimiento sincronizado, y de forma alterna, de sus brazos; que oscilan verticalmente de abajo a arriba. Lo que supone un espectáculo visual para los humanos.
Los patrones de coloración son muy variables en la especie, pudiendo ser blanco, amarillo brillante, amarillo verdoso, marrón o rojizo. En ocasiones con bandas de otro color formando círculos, o con las puntas de las pínnulas iridiscentes, o con una línea central oscura en la parte interior de los brazos.

## Hábitat y distribución
Se localizan entre 0 y 103 metros de profundidad. Anclados a corales duros, en fondos arenosos y rocas de arrecifes con corrientes. 
Se distribuyen en el océano Indo-Pacífico oeste, desde Sudáfrica hasta Samoa, incluyendo el área indo-malaya, el norte de Australia, Nueva Zelanda, Nueva Caledonia, Guam y el sur de Japón.

## Alimentación
Son filtradores, se alimentan de zooplancton, como diatomeas, foraminiferos, pequeños crustáceos o jóvenes moluscos; y de fitoplancton.

## Reproducción
Son dioicos y la reproducción sexual se produce por fertilización externa. Las larvas poseen un tallo, que pierden al madurar, convirtiéndose en animales de vida libre. Asimismo, son de simetría bilateral y evolucionan a una simetría pentarradial cuando se transforman a la morfología definitiva del animal.

## Galería

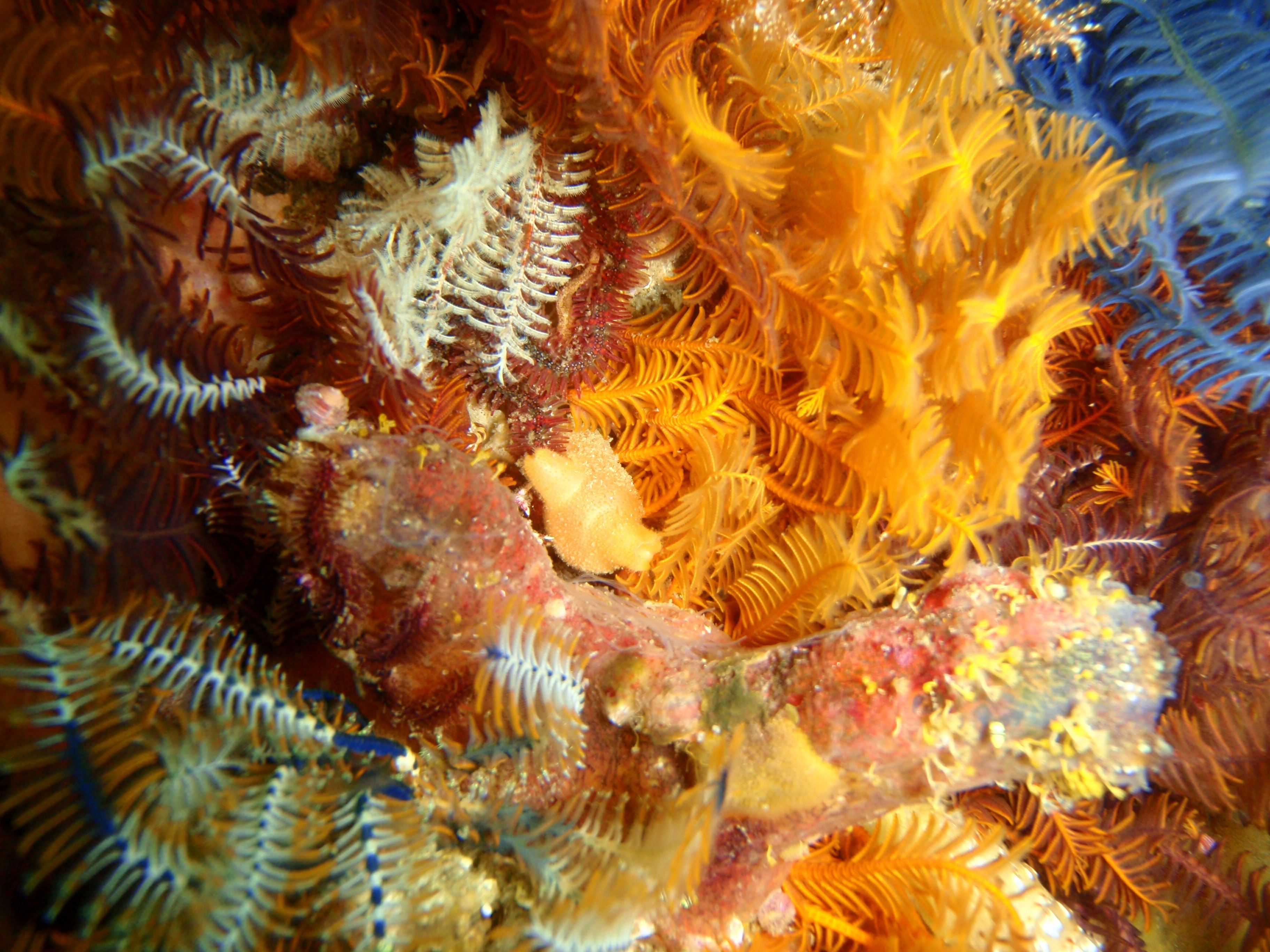
Variedades de C. wahlbergii en la península del Cabo, Sudáfrica.
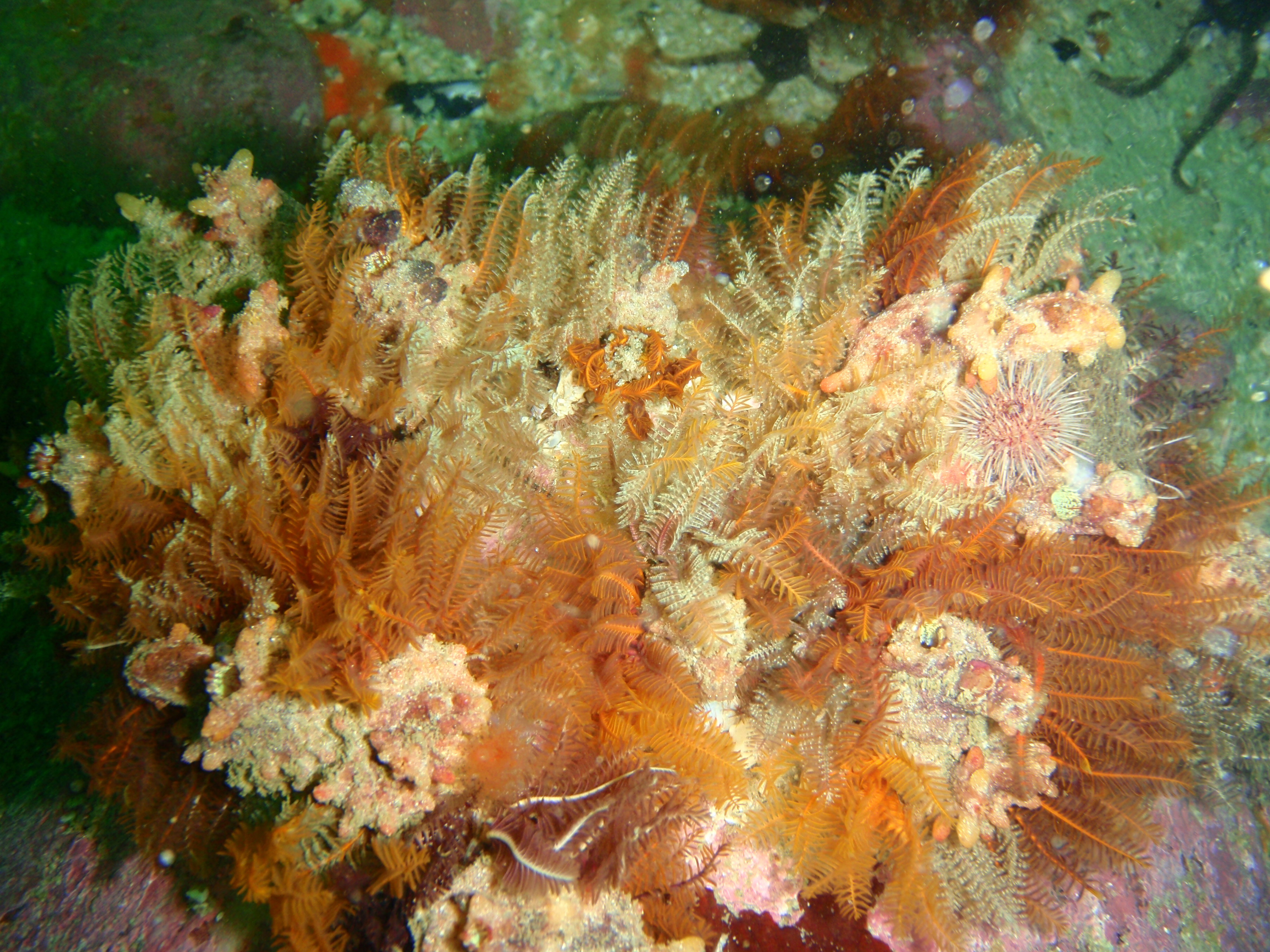
C. wahlbergii en False Bay, Sudáfrica.
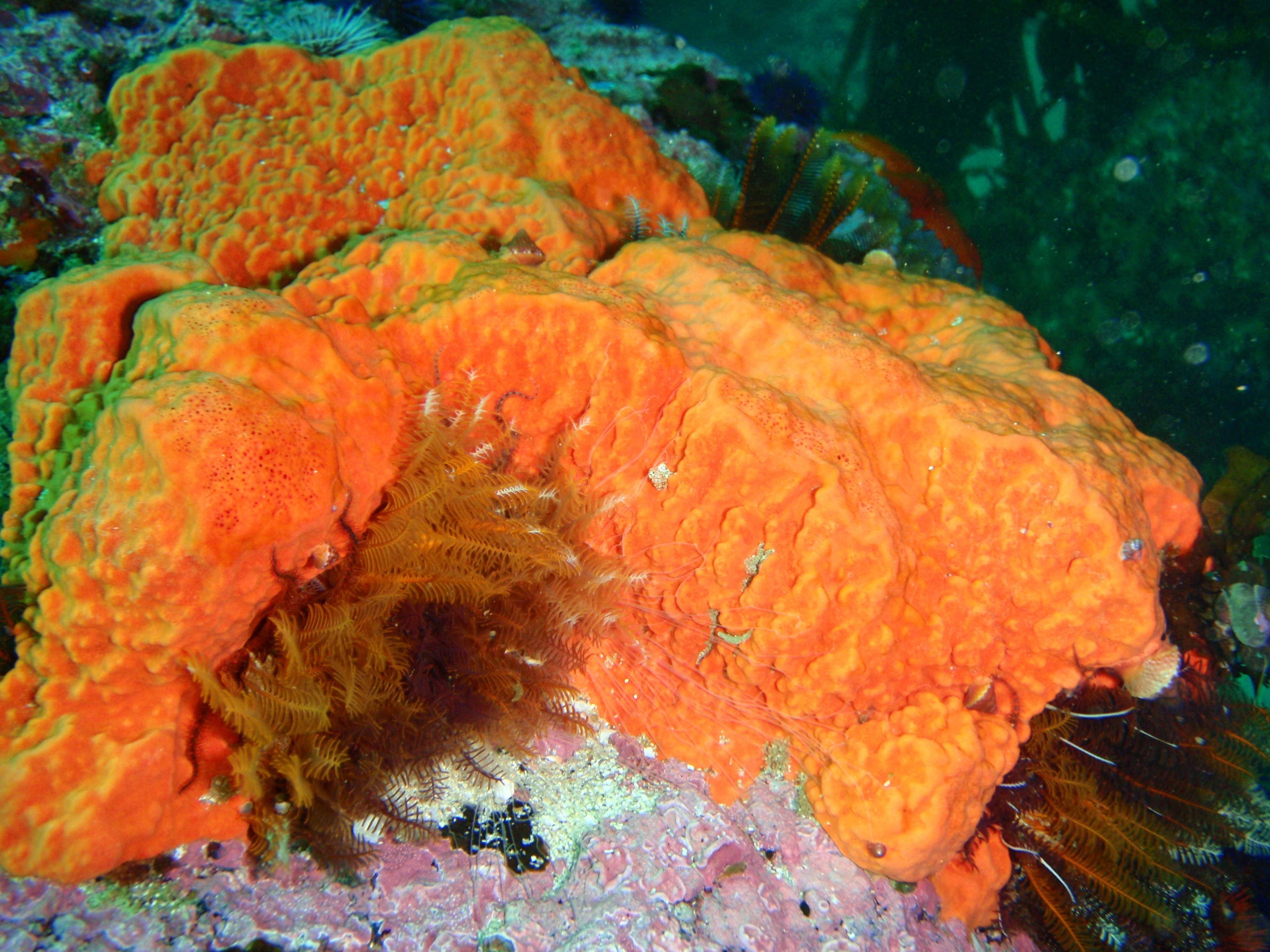
C. wahlbergii anclada en una esponja.
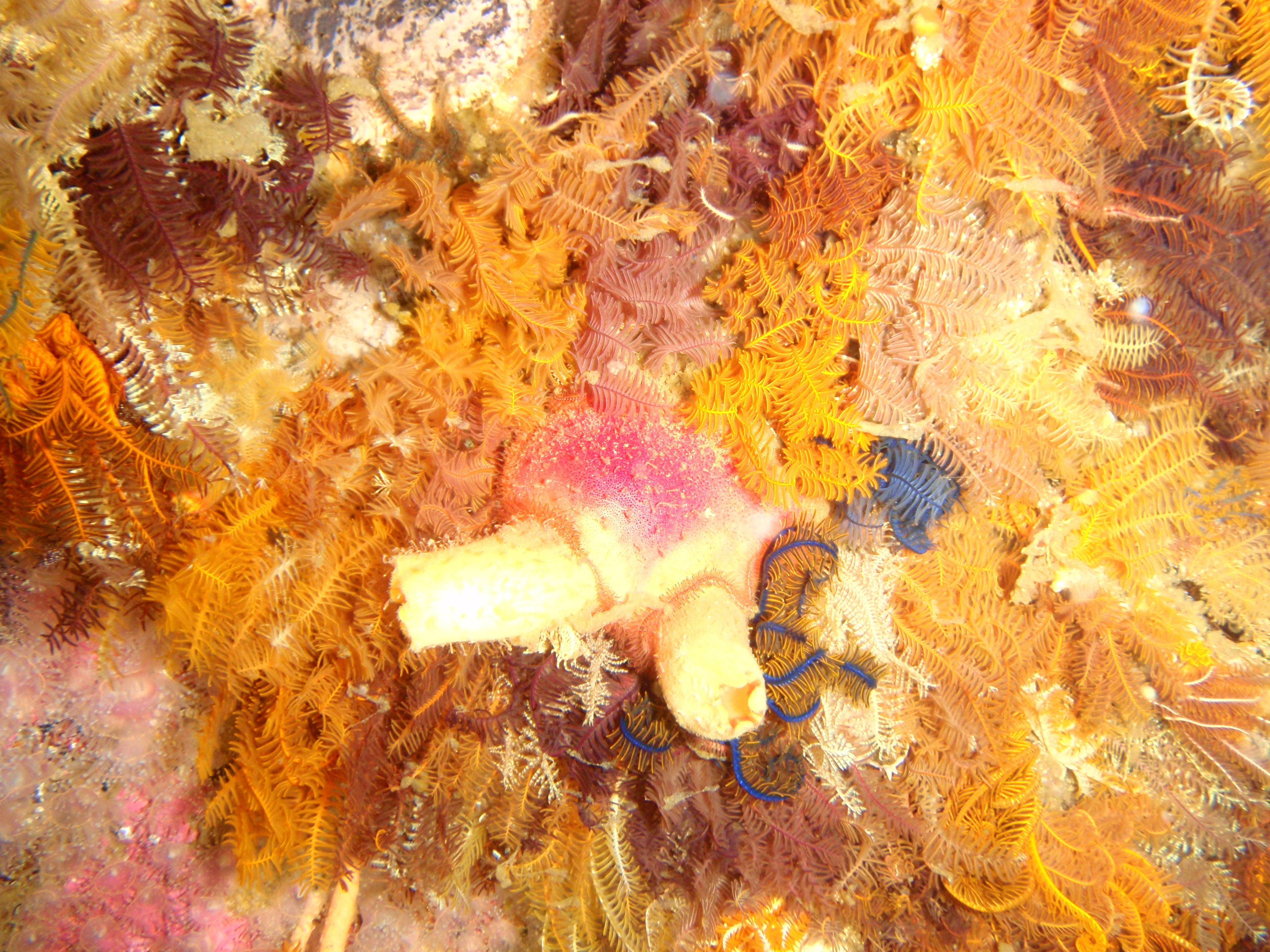
Diferentes coloraciones de C. wahlbergii.